# Луиза Сакс-Гота-Алтенбургска
Луиза фон Сакс-Гота-Алтенбург (на немски: Luise von Sachsen-Gotha-Altenburg; * 21 декември 1800, Гота; † 30 август 1831, Париж) е херцогиня на Сакс-Кобург и Гота (1817 – 31 март 1826), съпруга на херцог Ернст I Сакскобургготски.

## Живот
Луиза е родена на 21 декември 1800 в Гота, днешна Германия, като принцеса Луиза Доротея Паулина Шарлота Фредерика Августа фон Сакс-Гота-Алтенбург, херцогиня на Саксония (на немски: Louise Dorothea Pauline Charlotte Fredericka Auguste of Saxe-Gotha-Altenburg, Duchess in Saxony). Тя е единствената дъщеря на херцог Емил Леополд Август фон Сакс-Гота-Алтенбург и Луиза Шарлота фон Мекленбург-Шверин.
На 31 юли 1817 в Гота Луиза Доротея се омъжва за херцог Ернст I Сакскобургготски (1784 – 1844). Бракът на Луиза е нещастен поради постоянните изневери на съпруга ѝ. Двамата се разделят през 1821. Принудена да се откаже от синовете си и от всякакви контакти с тях, Луиза се установява в Санкт Вендел, Саарланд. Разводът ѝ официално е обявен на 21 март 1826 г. Седем месеца по-късно Луиза тайно се омъжва за бившия си любовник, Барон Лудвиг Александър фон Ханщайн (1804 – 1884). Двамата стават център на обществения живот в Санкт Вендел. През февруари 1831 г. тайният им брак е разкрит, поради което Луиза официално губи родителските права над синовете си.
Само тридесетгодишна, Луиза Доротея умира от рак на 30 август 1831 в Париж.

## Деца
Луиза и Ернст имат две деца:
- Ернст II херцог Сакскобургготски (1818 – 1893), ∞ 3 май 1842 принцеса Александрина фон Баден (1820 – 1904)
- Алберт фон Сакс-Кобург-Гота 81819 – 1861), ∞ 10 февруари 1840 Кралица Виктория (1819 – 1901).